# Tomás Coffeen
Tomás Coffeen (South Bend, Indiana, 1910-Guadalajara, Jalisco, 1985) fue un pintor abstracto estadounidense avecindado en Tlaquepaque, Jalisco, desde 1948 hasta su muerte.
Participó en la Segunda Guerra Mundial, en el frente japonés, como integrante del 13 Batallón de Construcción Naval de los SeaBees, de 1942 a 1945. Esta experiencia tendría un fuerte impacto en su obra, sobre todo en el manejo de los colores: "También me acuerdo de cuando veía los aeroplanos volar en pedazos [...] la gran flama de color naranja, o los bombarderos que explotaban al despegar de la pista [...] todo se convertía en un flamazo de color rojo" y agregaría: "Yo pienso que al mirar una pintura, todas nuestras experiencias a través de la vida, se involucran".
Estudió en el Instituto de Arte de San Francisco con Raimundo Puccinelli, de 1945 a 1947.
Al año siguiente viajó a Guadalajara e ingresó en la Escuela de Artes Plásticas de la Universidad de Guadalajara, donde obtuvo la Maestría en Artes. Su entrada, junto con la de Mathias Goeritz, fue disruptiva sobre un entorno artístico muy conservador, como señalaría en su momento Enrique Navarro Torres: "Regresando al ámbito local, la contribución de Goeritz –junto con la de Tomas Coffeen [...] son capitales para la apertura y evolución de un ambiente sofocante y conservador".
Participó en exposiciones colectivas e individuales en Guadalajara.
Thomas Coffeen o Tomás Coffeen declaró que la función del arte es estética, no social; no es informativa, sino creativa.